# Gho

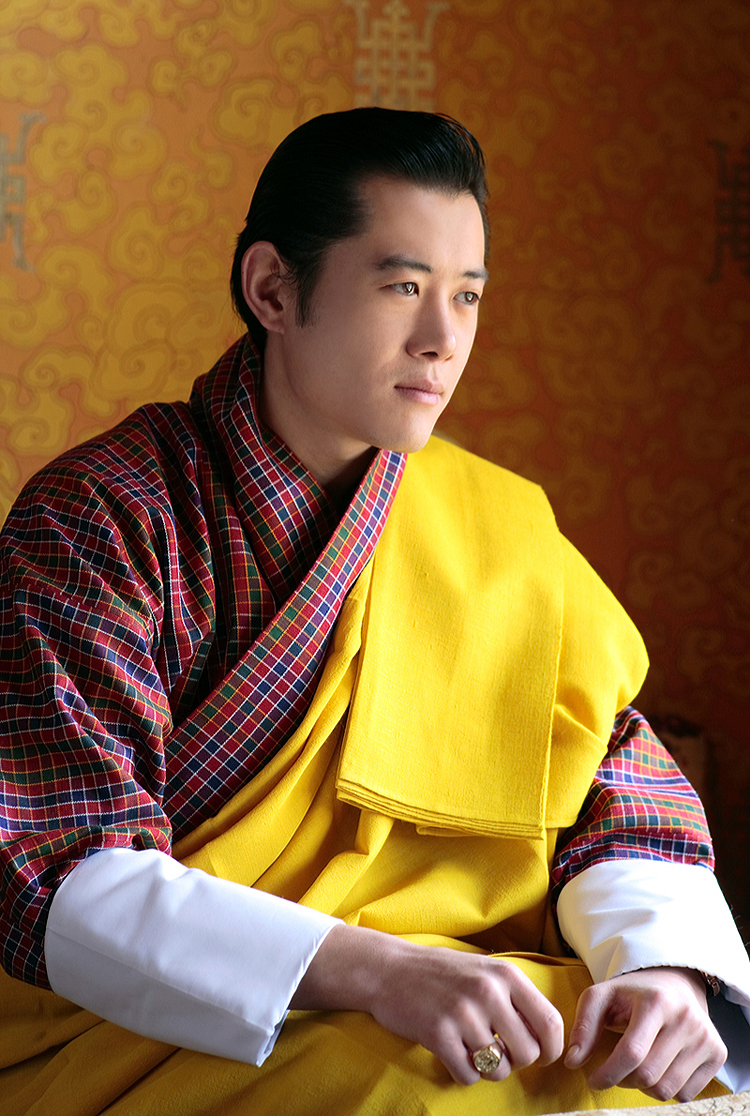
Jigme Khesar Namgyel Wangchuck, Druk Gyalpo (monarca) do Butão, vestindo um gho e um kabney açafrão-real

O gho ou g'ô (em butanês:  བགོ, AFI: [ɡ̊hoː˨]) é a vestimenta tradicional para os homens no Butão. Introduzida no século XVII por Ngawang Namgyal, o primeiro Zhabdrung Rinpoche, para dar uma identidade ao povo Ngalop, é u, tipo de robe que se estende até os joelhos, amarrado à cintura por um cinto de pano conhecido como kera (སྐེད་རགས་). Em ocasiões festivas, é usado com um kabney.
O governo do Butão exige que todos os homens usem gho  se forem funcionários públicos ou trabalharem em escolas. Também são obrigados a usá-los em ocasiões formais. Na sua forma contemporânea, a lei é datada de 1989, mas o código de vestimenta prescrito pelo driglam namzha é muito mais antigo.

## Galeria

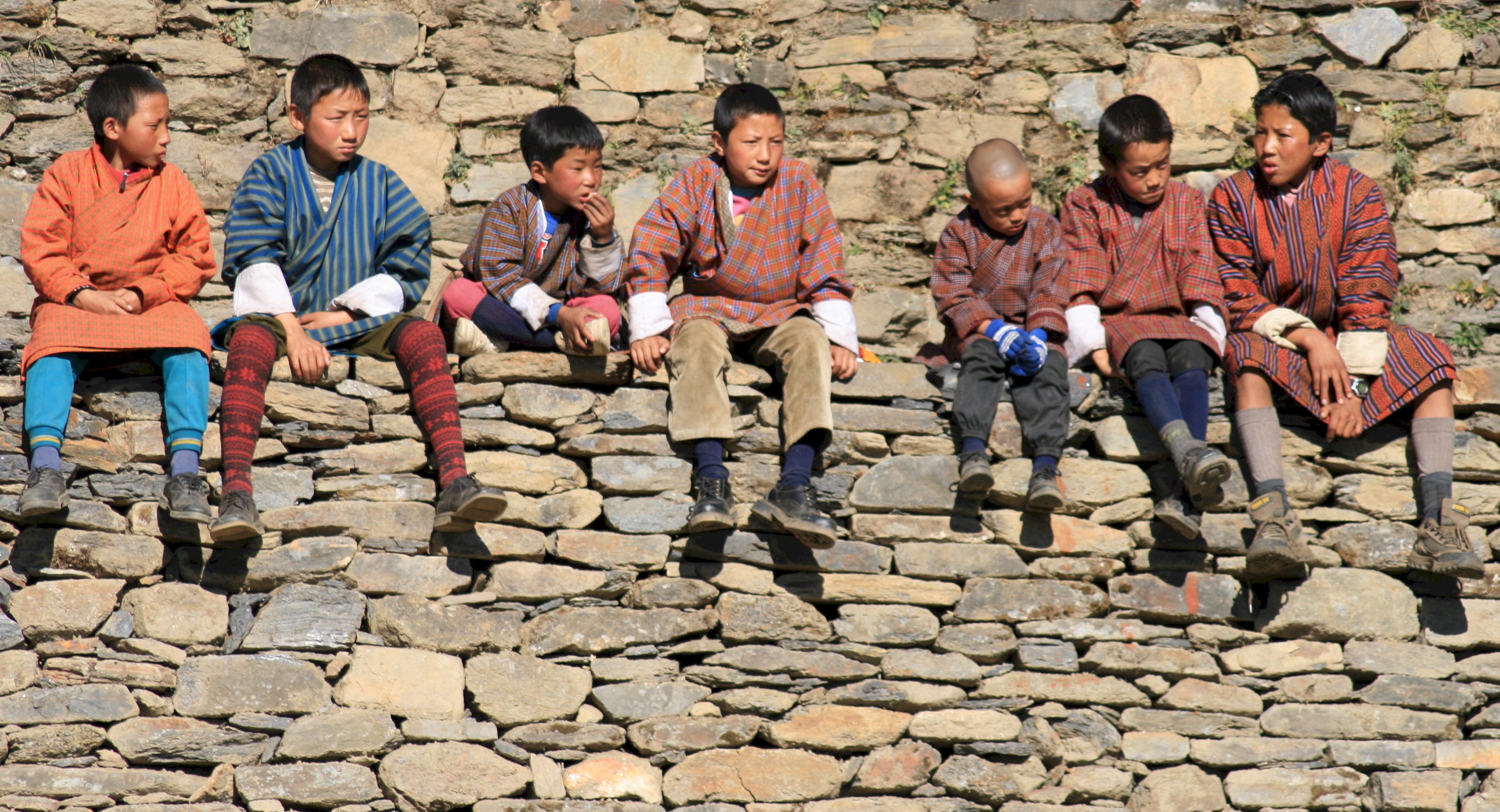
Meninos em um festival trajando o gho.